# عبد المجيد بن جلون (مؤرخ)
عبد المجيد بن جلون (مواليد فاس 1944) هو كاتب ومؤرخ وشاعر مغربي، متخصص في تاريخ شمال المغرب، درس القانون العام في جامعة الدار البيضاء عام 1983، وهو أستاذ في تاريخ العلاقات الدولية في قسم القانون بجامعة محمد الخامس بالرباط منذ عام 2002.